# Pseudoxyrhopus ambreensis
Pseudoxyrhopus ambreensis är en ormart som beskrevs av Mocquard 1895. Pseudoxyrhopus ambreensis ingår i släktet Pseudoxyrhopus och familjen snokar. Inga underarter finns listade i Catalogue of Life.
Denna orm förekommer med två från varandra skilda populationer på norra Madagaskar. Arten lever i kulliga områden och i bergstrakter mellan 600 och 1400 meter över havet. Den vistas i fuktiga skogar och gömmer sig ofta under träbitar. Honor lägger ägg.
De kända utbredningsområdena är skyddszoner. Utanför omvandlas skogen till jordbruksmark. IUCN kategoriserar arten globalt som nära hotad.